# 朴扬帆
朴扬帆（1971年8月—），女，中华人民共和国外交官，曾任中华人民共和国驻符拉迪沃斯托克总领事。

## 生平
朴扬帆毕业于北京大学，1994年进入中华人民共和国外交部工作，先后在外交部欧亚司、驻俄罗斯大使馆任职，曾任驻俄罗斯大使馆参赞和外交部欧亚司参赞。2013年，挂职中国机械设备工程股份有限公司总经理助理。2014年，回任外交部欧亚司参赞兼上海合作组织中方国家协调员。2017年，任驻美国大使馆公使衔参赞。2022年5月，出任中华人民共和国驻符拉迪沃斯托克总领事。2025年1月，自驻符拉迪沃斯托克总领事离任，改任上海合作组织副秘书长。

## 家庭
已婚，有一子。